# مولانا ناصری
مولانا ناصری شاعری پارسی‌گوی بوده که در سال‌های آخر سدهٔ هفتم هجری / سیزدهم میلادی در آناتولی شرقی و احتمالاً شهر سیواس می‌زیسته‌است.
مثنوی‌های صوفیانه او (هر دو به پارسی) عبارت‌اند از:
- فتوتنامه مولانا ناصری
- کتاب‌الاشراق